# مصطفى حجازي (عالم)
مصطفى حجازي (1936 - 14 أكتوبر 2024) هو عالم نفس وأستاذ جامعي ومفكر لبناني.

## حياته ونشأته
ولد في مدينة صيدا بلبنان سنة 1936، حاصل على دكتوراة في علم النفس من جامعة ليون بفرنسا، وعمل أستاذًا للصحة الذهنية بجامعة البحرين، حصل على ليسانس علم النفس من جامعة عين شمس في مصر عام 1960، وفي عام 1964 سافر من أجل زيارة دراسية في إنجلترا للإطلاع على مؤسسات رعاية الطفولة والناشئة المتكيفة وخصوصا تجارب العلاج المؤسسي، حصل سنة 1965 على دبلوم علم الجريمة العيادي من جامعة ليون في فرنسا، ثم حاصل على دكتوراة في علم النفس من نفس الجامعة.

## مؤلفاته
- التخلف الاجتماعي مدخل لدراسة سيكولوجية الانسان المقهور.[13]
- الإنسان المهدور دراسة تحليلية نفسية اجتماعية
- إطلاق طاقات الحياة.
- ثقافة الطفل العربي بين التغريب.